# Wintek
Wintek ist ein taiwanischer Hersteller von Bauteilen für Smartphones, der spezialisiert ist auf die Fertigung von Touch-Bildschirmen, unter anderem für das Apple iPhone. Das Unternehmen wurde im Jahr 1990 gegründet.

## Geschichte
Wintek wurde 1990 gegründet und produziert in China, Taiwan, Indien und Vietnam.

## Unternehmen
Im Jahr 2010 erzielte Wintek einen Gesamtumsatz von umgerechnet 1,55 Mrd. Euro. Das ist ein Wachstum von 133 % gegenüber dem 2009 erzielten Umsatz von umgerechnet 667 Mio. Euro. Bis zum Jahr 2013 rechnet Wintek mit einem Wachstum von jährlich 25 bis 30 % in der Touchscreen sparte.

## Kritik
Im Mai 2010 vergifteten sich Arbeiter an einer Chemikalie namens n-Hexan, das zur Reinigung der Displays verwendet wird. Da es schneller verdampft als Alkohol, wird der Herstellungsprozess beschleunigt. Die Arbeiter trugen Taubheitsgefühle an Händen und Füßen davon und litten an Müdigkeitserscheinungen. 137 Angestellte mussten daraufhin stationär behandelt werden. Einige Angestellten mussten bis zu sechs Monaten im Krankenhaus bleiben. Wintek zahlte vergleichsweise hohe Entschädigungssummen an die Arbeiter, die freiwillig die Firma verließen, um nicht deren Behandlungskosten tragen zu müssen.